# Tonneins
Tonneins ist eine französische Stadt mit 9.461 Einwohnern (Stand 1. Januar 2022) im Département Lot-et-Garonne in der Region Nouvelle-Aquitaine; sie gehört zum Arrondissement Marmande und zum Kanton Tonneins, dessen Hauptort sie ist.

## Geographie

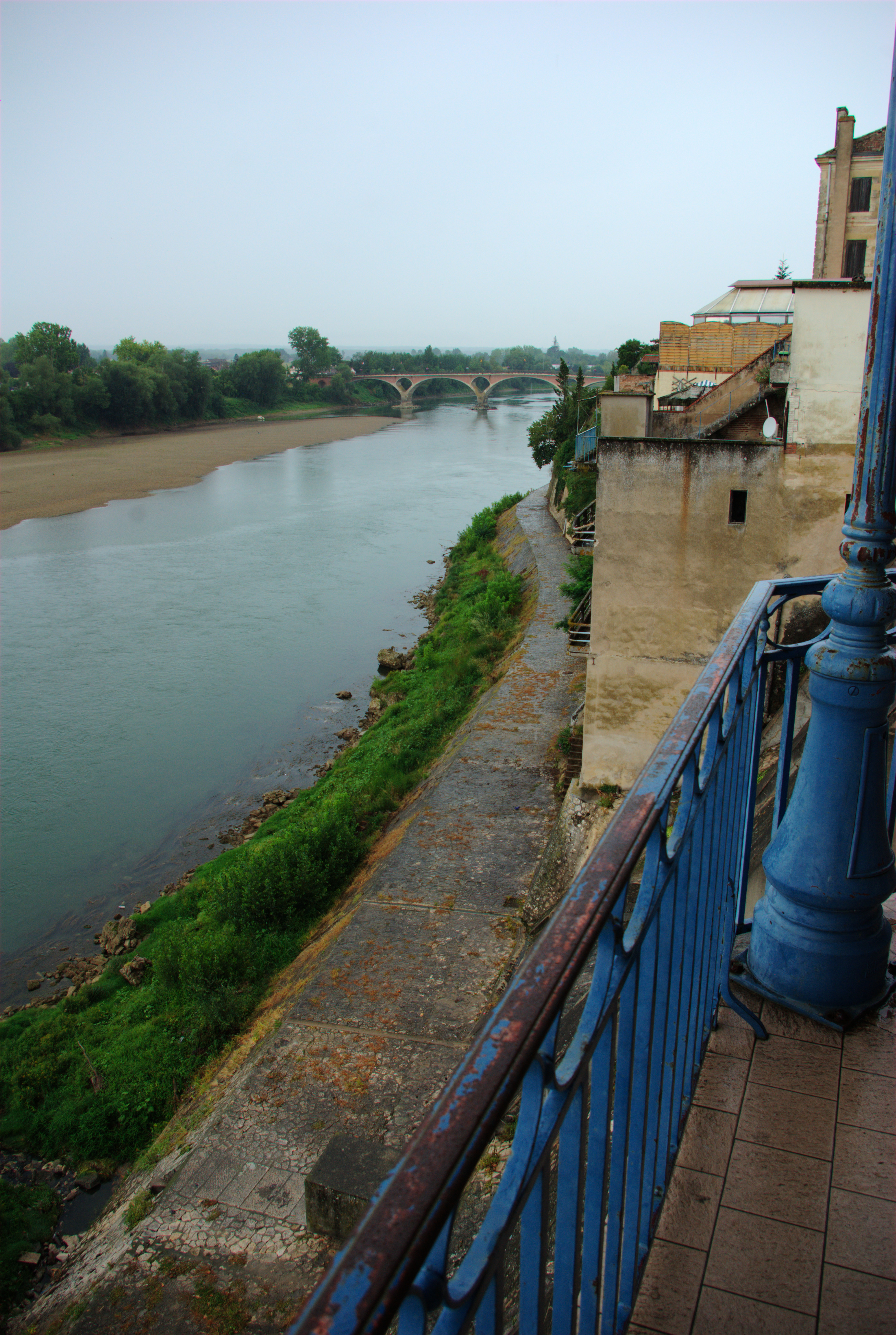
Die Garonne in Tonneins, im Hintergrund die Straßenbrücke Pont de Tonneins

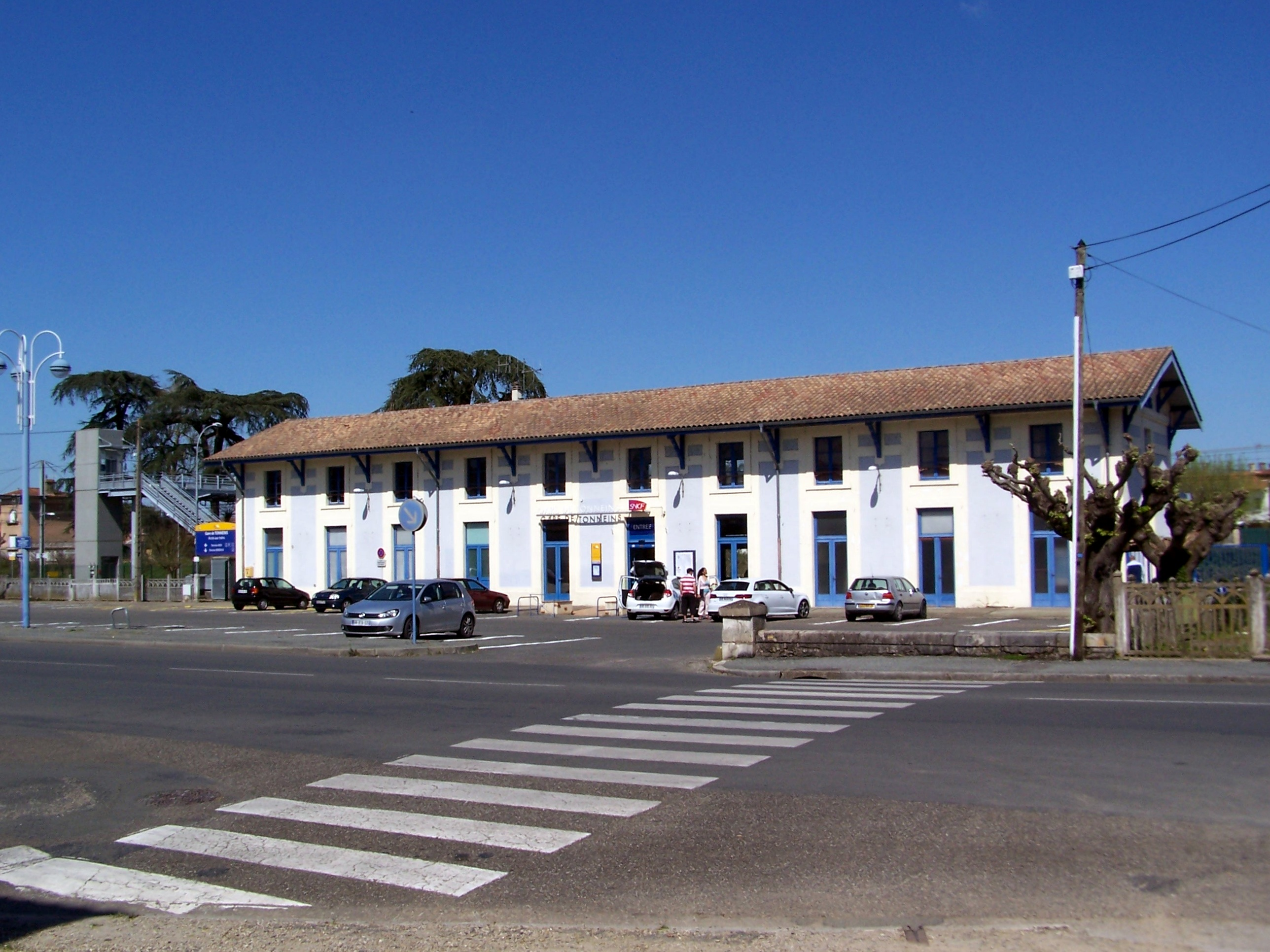
Bahnhof

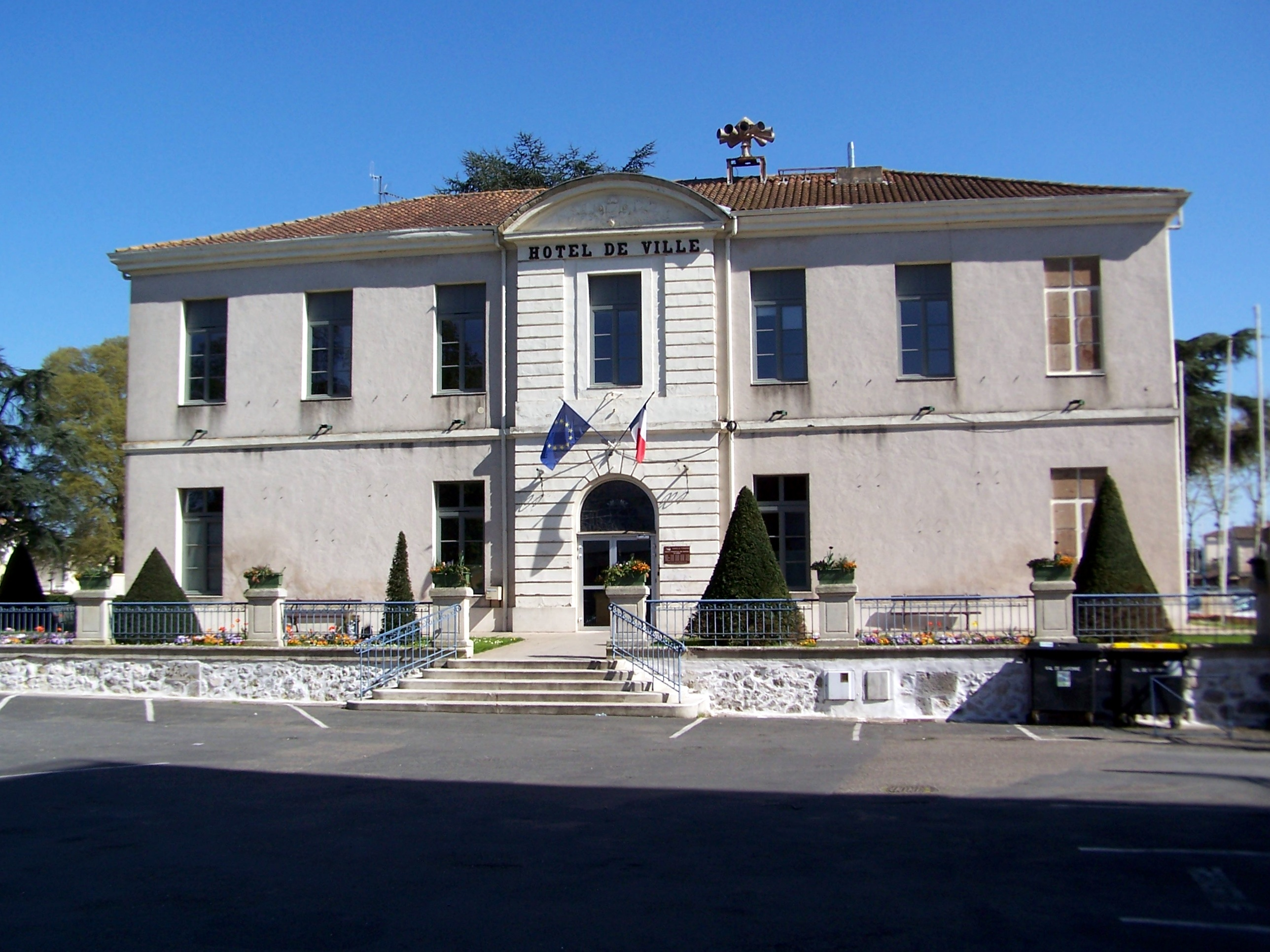
Rathaus

Die Gemeinde liegt rund 85 Kilometer südöstlich von Bordeaux und 35 Kilometer nordwestlich von Agen. Nachbargemeinden sind:
- Varès im Nordosten,
- Grateloup-Saint-Gayrand im Osten,
- Clairac im Südosten,
- Nicole im Süden,
- Monheurt im Südwesten,
- Villeton und Lagruère im Westen und
- Fauillet im Nordwesten.

Die Kleinstadt liegt am rechten Ufer des Flusses Garonne, wenige Kilometer unterhalb der Einmündung seines rechten Nebenflusses Lot.

### Verkehrsanbindung
Tonneins wird verkehrstechnisch von der Départementsstraße D 813 versorgt, die von Aiguillon kommend in Richtung Marmande führt. Parallel dazu verläuft die Bahnstrecke Bordeaux–Sète am rechten Ufer der Garonne, die im Regionalverkehr von TER-Zügen bedient wird.
Die Garonne ist in diesem Abschnitt nicht als Verkehrsweg anzusehen, da der Canal latéral à la Garonne (deutsch: Garonne-Seitenkanal), der auf dem anderen Garonne-Ufer verläuft, den heute ohnehin schon sehr geringen Güterverkehr an sich gezogen hat. Der Fluss selbst ist nur für Fischer- und kleine Sportboote befahrbar. Eine von Eugène Freyssinet 1922 errichtete Brücke (Pont de Tonneins) führt die D 120 mit fünf Bögen über die Garonne.

## Bevölkerungsentwicklung
| Jahr      | 1968 | 1975 | 1982 | 1990 | 1999 | 2006 | 2016 |
| Einwohner | 8417 | 9926 | 9898 | 9334 | 9041 | 9141 | 9055 |

## Persönlichkeiten
- Guillaume du Vair (1556–1621), Essayist und Staatsmann
- Sophie Cottin (1770–1807), Schriftstellerin
- Philippe Sella (* 1962), Rugby-Spieler
- Philippe Tourret (* 1967), Hürdenläufer
- Marouane Chamakh (* 1984), französisch-marokkanischer Fußballspieler

## Partnergemeinden
- Thann, Frankreich
- Zoppola, Italien
- Gori, Mali, Region Kayes